# Гадир Гусеинов
Гадир Гусейнов е азербайджански шахматист и гросмайстор.

## Биография и шахматна кариера
Гусеинов се ражда на 21 май 1986 г. в Москва, в семейството на доктор и правистка. Има две сестри. Научава правилата на шахмата на петгодишна възраст. Първият му международен успех е златен медал от европейското първенство за момчета до 10 г. в Херкулане (Румъния) през 1994 г. Благодарение на този успех е награден със звание ФИДЕ майстор. През 1999 г. става международен майстор.
През 2001 г. спечелва гросмайсторкия турнир „First Saturtay“ в Будапеща с две точки преднина пред втория Мохамад ал Сайед от Катар. През 2003 г. заема първо място в Тамбов, Русия. През 2007 г. заема второ място на „Дубай Опен“ след загубен тайбрек от Леван Панцулая от Грузия.

## Отборни прояви

### Шахматна олимпиада
Гусеинов участва на три шахматни олимпиади. Изиграва 31 партии, постигайки в тях 16 победи и 9 ремита. Средната му успеваемост е 66,1 процента. Носител е на бронзов индивидуален медал от Калвия. През 2004 г. в десетия кръг на олимпиадата в Калвия играе партия срещу българския гросмайстор Васил Спасов, която спечелва.
| Година | Организатор | Отбор       | Класиране (отборно) | Дъска    |
| 2002   | Блед        | Азербайджан | 30                  | Четвърта |
| 2004   | Калвия      | Азербайджан | 22                  | Четвърта |
| 2006   | Торино      | Азербайджан | 24                  | Четвърта |